# Župnija Sv. Miklavž pri Ormožu
Župnija Miklavž pri Ormožu je rimskokatoliška teritorialna župnija dekanije Velika Nedelja Ptujsko-Slovenjegoriškega naddekanata, ki je del nadškofije Maribor.

## Sakralni objekti
- Cerkev sv. Miklavža, Miklavž pri Ormožu (župnijska cerkev)
- Cerkev Žalostna Mati božja, Jeruzalem
- Kapela Lurška Mati božja, Veliki Brebrovnik